# Košarkaška Liga Srbije
Košarkaška Liga Srbije (serb. Кошаркашка лига Србије) – najwyższa w hierarchii klasa męskich ligowych rozgrywek koszykarskich w Serbii. Obecnie nazywa się Meridianbet Liga Koszykówki Serbii. Została utworzona w 2006 roku, po ogłoszeniu przez Serbię niepodległości.

## Mistrzowie

### Sezon zasadniczy
| Sezon   | Zwycięzca pierwszej ligi | Zwycięzca Superligi |
| ------- | ------------------------ | ------------------- |
| 2006–07 | Vojvodina Srbijagas      | Partizan Belgrad    |
| 2007–08 | Swisslion Vršac          | Partizan Belgrad    |
| 2008–09 | Swisslion Vršac          | Partizan Belgrad    |
| 2009–10 | Borac Čačak              | Partizan Belgrad    |
| 2010–11 | FMP Železnik             | Partizan Belgrad    |
| 2011–12 | Vojvodina Srbijagas      | Partizan Belgrad    |
| 2012–13 | Vojvodina Srbijagas      | Partizan Belgrad    |

### Finały
| Sezon   | Mistrz           | Rezultat | Finalista     | MVP                  | Trener mistrza  |
| ------- | ---------------- | -------- | ------------- | -------------------- | --------------- |
| 2006–07 | Partizan Belgrad | 3–1      | Crvena zvezda | Milan Gurović        | Duško Vujošević |
| 2007–08 | Partizan Belgrad | 3–1      | Hemofarm      | Nikola Peković       | Duško Vujošević |
| 2008–09 | Partizan Belgrad | 3–2      | Crvena zvezda | Novica Veličković    | Duško Vujošević |
| 2009–10 | Partizan Belgrad | 3–0      | Hemofarm      | Bo McCalebb          | Duško Vujošević |
| 2010–11 | Partizan Belgrad | 3–0      | Hemofarm      | Curtis Jerrells      | Vlada Jovanović |
| 2011–12 | Partizan Belgrad | 3–1      | Crvena zvezda | Omar Thomas          | Vlada Jovanović |
| 2012–13 | Partizan Belgrad | 3–1      | Crvena zvezda | Dragan Milosavljević | Duško Vujošević |

| Klub     | Zwycięstwa | Lata zwycięstw                           |
| -------- | ---------- | ---------------------------------------- |
| Partizan | 7          | 2007, 2008, 2009, 2010, 2011, 2012, 2013 |

## Nagrody
| Sezon   | MVP                   | Zespół         |
| ------- | --------------------- | -------------- |
| 2006–07 | Miloš Bojović         | Sloga          |
| 2007–08 | Nikola Ilić           | Borac Čačak    |
| 2008–09 | Uroš Mirković         | Mašinac        |
| 2009–10 | Aleksandar Mladenović | Ergonom        |
| 2010–11 | Nenad Šulović         | Napredak Rubin |
| 2011–12 | Darko Balaban         | Smederevo 1953 |
| 2012–13 | Boban Marjanović      | Mega Vizura    |
| 2013–14 | Andrija Bojić         | OKK Beograd    |
| 2014–15 | Vuk Malidžan          | OKK Beograd    |

| Sezon   | MVP                | Zespół          |
| ------- | ------------------ | --------------- |
| 2006–07 | Miloš Bojović      | Sloga           |
| 2007–08 | Nikola Ilić        | Borac Čačak     |
| 2008–09 | Novica Veličković  | Partizan        |
| 2009–10 | Miroslav Raduljica | FMP             |
| 2010–11 | Marko Ljubičić     | Metalac Valjevo |
| 2011–12 | Miloš Dimić        | Radnički FMP    |
| 2012–13 | Boban Marjanović   | Mega Vizura     |
| 2013–14 | Boban Marjanović   | Crvena zvezda   |
| 2014–15 | Boban Marjanović   | Crvena zvezda   |

| Sezon   | MVP                  | Zespół        |
| ------- | -------------------- | ------------- |
| 2006–07 | Milan Gurović        | Crvena Zvezda |
| 2007–08 | Nikola Peković       | Partizan      |
| 2008–09 | Novica Veličković    | Partizan      |
| 2009–10 | Bo McCalebb          | Partizan      |
| 2010–11 | Curtis Jerrells      | Partizan      |
| 2011–12 | Omar Thomas          | Crvena Zvezda |
| 2012–13 | Dragan Milosavljević | Partizan      |
| 2013–14 | Bogdan Bogdanović    | Partizan      |
| 2014–15 | Milan Mačvan         | Partizan      |

## Liderzy statystyczni
| Sezon   | Zawodnik             | Zespół          | Śr.  |
| ------- | -------------------- | --------------- | ---- |
| 2006–07 | Miloš Bojović        | Sloga           | 21,9 |
| 2007–08 | Zoran Erceg          | FMP             | 18,1 |
| 2008–09 | Zlatko Bolić         | Radnički Invest | 22,8 |
| 2009–10 | Miroslav Raduljica   | FMP             | 21,1 |
| 2010–11 | Branko Milisavljević | Mega Vizura     | 20,5 |
| 2011–12 | Miloš Bojović        | Železničar      | 23,5 |
| 2012–13 | Marko Popović        | Sloga           | 18,6 |

| Sezon   | Zawodnik           | Zespół         | Śr.  |
| ------- | ------------------ | -------------- | ---- |
| 2006–07 | Kebu Stewart       | Crvena Zvezda  | 6,2  |
| 2007–08 | Nikola Ilić        | Borac Čačak    | 4,8  |
| 2008–09 | Uroš Mirković      | Mašinac        | 8,5  |
| 2009–10 | Miroslav Raduljica | FMP            | 8,6  |
| 2010–11 | Sava Lešić         | Crvena Zvezda  | 10,9 |
| 2011–12 | Darko Balaban      | Smederevo 1953 | 8,8  |
| 2012–13 | Boban Marjanović   | Mega Vizura    | 11,7 |

| Sezon   | Zawodnik        | Zespół              | Śr. |
| ------- | --------------- | ------------------- | --- |
| 2006–07 | Miloš Teodosić  | FMP                 | 5,4 |
| 2007–08 | Omar Cook       | Crvena Zvezda       | 7,3 |
| 2008–09 | Bojan Jovičić   | Tamiš               | 6,3 |
| 2009–10 | Vid Žarković    | Proleter Zrenjanin  | 7,2 |
| 2010–11 | Marko Ljubičić  | Metalac Valjevo     | 6,4 |
| 2011–12 | Miljan Pavković | Radnički Kragujevac | 6,9 |
| 2012–13 | Marko Popović   | Sloga Kraljevo      | 8,1 |